# Corredentrice
Corredentrice è un titolo utilizzato da alcuni membri della Chiesa cattolica per la venerazione di Maria, madre di Gesù Cristo. È un concetto teologico che si riferisce al ruolo della Vergine e Madre di Dio nella possibilità di redenzione offerta da Dio a tutte le creature umane. È considerato un titolo particolarmente onorifico per la Vergine e una pia pratica di devozione nei suoi confronti, gradita a Dio.

## Definizione
Il termine non significa che la fede cattolica abbia due redentori, Gesù Cristo e Maria, bensì che esiste una subordinazione fra i due redentori e che per tutti vi sia un unico possibile Redentore in Gesù Cristo, la cui opera salvifica è oltremodo aiutata dalla Sua santa madre. La distinzione è ribadita dall'esistenza di due forme di culto: solo a Gesù Cristo spetta l'adorazione come Redentore, mentre a Maria è dovuta la venerazione col titolo di "Corredentrice". Quest'ultima forma di venerazione è una pia pratica religiosa cattolica che appartiene al culto dei santi, per la quale la Madre di Dio è venerata come la creatura umana che più di chiunque altra, vissuta in qualsiasi epoca, possa favorire la salvezza eterna dei Suoi figli.
Maria fu infatti l'unica donna ad avere il privilegio di ospitare l'opera dello Spirito Santo Dio e il Verbo fatto carne, identificato con Gesù Cristo, nel proprio vergine grembo materno. Maria ebbe il merito di aver risposto affermativamente all'angelo dell'Annunciazione, fino a vivere il dolore di madre davanti alla Passione, Morte e Resurrezione del suo figlio. Il titolo di Corredentrice si collega a quello di Mediatrice di ogni grazia in virtù del fatto che la preghiera rivolta a Maria è anche quella più gradita a Dio, in quanto ella è Sua madre, nonché quella che ha la maggiore probabilità di ottenere da Lui la concessione del dono richiesto a beneficio di sé o del prossimo.

## Storia del titolo
Il concetto e il culto di venerazione per Maria Corredentrice era molto noto durante il Medioevo, praticato e predicato in larga misura dall'Ordine francescano e da quello dei domenicani. In tempi più recenti, il titolo fu menzionato da papa Benedetto XV nella lettera apostolica Inter sodalicia del 1918, mentre non ne esiste traccia all'interno della Lumen gentium, che una parte dei teologi considera come una summa dell'intera mariologia del Concilio Vaticano II. Un movimento di cattolici, sia laici che religiosi, formato in particolare da coloro che reputano vere le apparizioni di Amsterdam, ha chiesto la proclamazione di un quinto e ultimo dogma mariano per Maria Corredentrice e Mediatrice (Mediatrix), vale a dire corredentrice di salvezza e mediatrice di ogni grazia.
Nelle apparizioni della Signora di tutti i popoli è stato richiesto il dogma per il titolo di Mediatrice, Corredentrice e Avvocata.

### Fondamenti biblici
I primi riferimenti biblici sono stati rinvenuti in Giovanni 1.25-27, citato dalla Lumen Gentium del '64 e in Colossesi 1:24.

### Epoca patristica
Già nel II secolo, il Padre della Chiesa sant'Ireneo di Lione definì la Madre di Dio come causa di salvezza (in latino: causa salutis) in conseguenza del suo aver risposto all'angelo dell'Annunciazione con la parola fiat. l'Incarnazione non fu né causa necessaria né sufficiente della Resurrezione dalla morte di croce. In questo senso, Maria non sostituì né poté assumere alcun primato rispetto al Salvatore e al Redentore. Mediante la risposta all'angelo, ella è divenuta per sempre causa dispositiva che rende possibile l'opera del Salvatore e del Redentore, in primo luogo mediante l'Incarnazione e in secondo luogo anche successivamente alla Resurrezione.
Maria è causa dispositiva della salvezza in virtù dei carismi dello Spirito Santo, donati a lei in conseguenza del suo aver risposto affermativamente alla legge divina singolare che le era stata presentata dall'angelo dell'Annunciazione: mediante tali doni, semplifica e coopera con il Salvatore e Redentore per la salvezza del genere umano, a partire dall'opera intercessoria nella Solennità di Pentecoste. Secondo l'enciclica Mystici Corporis Christi di papa Pio XII, fu 'Ella, con le sue efficacissime preghiere ad impetrare che lo Spirito del divin Redentore, già elargito sulla Croce, venisse infuso nel giorno di Pentecoste con doni prodigiosi alla Chiesa, da poco nata.

### Dopo il Concilio di Trento
Il culto di Maria Corredentrice raggiunse l'apice della sua diffusione nel tardo Medioevo, mentre il dibattito teologico plurisecolare toccò il proprio culmine nel XVI secolo.
Nelle epoche successive, il culto e la chiarificazione teologica subirono un notevole rallentamento.
Fra il XIX e il XX secolo, il dibattito teologico fu riproposto da padre Frederick William Faber e da Gabriel Roschini nel suo Compendium Mariologiae del 1946 nel quale spiegò che la salvezza divina, non essendo un fatto meramente di natura materiale,
comporta anche un'unione spirituale e permanente con Cristo. Ancora negli anni sessanta, tale tesi era condivisa dalla maggior parte dei mariologi. Più precisamente, Roschini spiega che Maria non solamente partecipò all'Incarnazione di Gesù Cristo, ma in virtù dell'opera dello Spirito Santo Dio che operò il concepimento verginale e che la colmò della Sua grazia e dei Suoi carismi, fin dal primo istante del concepimento e per sempre ella divenne indissolubilmente legata all'intera persona umana e divina di Cristo, in corpo, anima e spirito. In questo modo, iniziò e fu ammessa da Dio ad essere parte dell'unione ipostatica, secondo una modalità non ancora del tutto chiarita dal punto di vista teologico: Maria è l'unica creatura di Dio della quale sia stata dogmaticamente definita l'assenza di peccato dell'origine e della persona, la maternità verginale e l'assunzione al cielo in anima e corpo. L'opera di Roschini incontrò una vasta eco fra i cattolici cosiddetti di orientamento conservatore.

### Magistero del XX secolo
Il culto di Maria Corredentrice fu rivitalizzato anche durante i pontificati di Benedetto XV e di Giovanni Paolo II:
(Papa Benedetto XV, Inter sodalicia, AAS 1918)
(Dives in misericordia, 1980, n. 9. La Madre della misericordia)
Citando la Lumen gentium, il testo afferma l'intercessione di Maria per donare una possibilità di una salvezza eterna ad ogni creatura umana e la qualifica come un suo merito di carità, ma non lo associa esplicitamente alla sua partecipazione mistica alla Passione, Morte e Resurrezione di Gesù. Anche il fedele può unirsi spiritualmente alla partecipazione di Maria ai misteri del Santo Rosario, come è esemplificato dalle orazioni di Brigida di Svezia, alle quali il Magistero attribuisce l'indulgenza e il perdono divino dei peccati.
Purtuttavia, i titoli dei numeri 61 e 62 della Lumen Gentium sono in modo esplicativo Cooperazione alla Redenzione e Funzione salvifica subordinata. Il numero 61 dice:
(Costituzione dogmatica sulla Chiesa Lumen Gentium, 1964, n. 61, Cooperazione alla Redenzione)
Il n. 62 continua:
Nessuna creatura infatti può mai essere paragonata col Verbo incarnato e redentore. Ma come il sacerdozio di Cristo è in vari modi partecipato, tanto dai sacri ministri, quanto dal popolo fedele, e come l'unica bontà di Dio è realmente diffusa in vari modi nelle creature, così anche l'unica mediazione del Redentore non esclude, bensì suscita nelle creature una varia cooperazione partecipata da un'unica fonte. La Chiesa non dubita di riconoscere questa funzione subordinata a Maria, non cessa di farne l'esperienza e di raccomandarla al cuore dei fedeli, perché, sostenuti da questa materna protezione, aderiscano più intimamente al Mediatore e Salvatore.»
(Costituzione dogmatica sulla Chiesa Lumen Gentium, 1964, n. 62, Funzione salvifíca subordinata)
Nell'enciclica Mystici Corporis Christi, papa Pio XII aveva dichiarato:
(Papa Pio XII, enciclica Mystici Corporis Christi, 29 giugno 1943)
Il titolo di Corredentrice viene associato alla preghiera di intercessione di Maria a Dio, che procura la grazia dell'effusione dello Spirito Santo Dio nei suoi figli spirituali. Il testo aggiunge che fu l'intercessione di Maria, che prima dei Dodici era già stata colmata della grazia dello Spirito Santo Dio a partire dal momento del fiat dell'Annunciazione, a mediare e rendere possibile la discesa dello "Spirito del Redentore" nella Solennità di Pentecoste.
Ciononostante, fu Pio XII a esercitare il veto su tutti i tentativi posti in essere fra il terzo e il quinto decennio del XX secolo al fine di proclamare il quinto dogma mariano. Il titolo di Corredentrice non trova menzione nemmeno nel capitolo conclusivo dell'enciclica Lumen gentium, considerato una delle principali sintesi mariologiche del XX secolo.
Giovanni Paolo II nell'udienza generale dell'8 settembre 1982 disse: "Maria, pur concepita e nata senza macchia di peccato, ha partecipato in maniera mirabile alle sofferenze del suo divin Figlio, per essere Corredentrice dell’umanità".
Nell'agosto 1996 si tenne a Częstochowa, in Polonia, un Congresso Mariologico, nell'ambito del quale il Vaticano chiese di istituire una commissione teologica che con ventitré voti contrari respinse all'unanimità (23-0) la proposta di un nuovo dogma.
Nel 1998, la stampa divulgò la notizia secondo la quale la Santa Sede era in procinto di avviare lo studio teologico che precede la definizione dogmatica, in vista di uno o più nuovi dogmi mariani. Il portavoce del Papa smentì, dichiarando: «questo non è allo studio del Santo Padre né di alcuna congregazione o commissione vaticana». Un importante mariologo ha affermato che la petizione era «teologicamente inadeguata, storicamente un errore, pastoralmente imprudente ed ecumenicamente inaccettabile». Papa Giovanni Paolo II mise in guardia contro «tutte le false esagerazioni». Egli esaltò «Maria come la prima tra i credenti, ma concentrando tutta la fede sul Dio Uno e Trino e dando il primato a Cristo». Nel 1994, la sua lettera apostolica Tertio Millennio Adveniente ribadì che «Cristo, il Redentore del mondo, è l'unico Mediatore tra Dio e gli uomini, e non c'è nessun altro nome sotto il cielo con il quale possiamo essere salvati (cfr At 4, 12)».
Nel 2000, l'allora cardinale Ratzinger, futuro papa Benedetto XVI, ribadì il diniego ad un dogma di Maria Corredentrice. Interrogato al riguardo dal noto giornalista Seewald, rispose:
(Card. Ratzinger, God and the World: A Conversion with Peter Seewald, 2002)
Nel dicembre 2000, il mariologo René Laurentin dichiarò che la proclamazione di un simile dogma sarebbe stata una "bomba" per i Protestanti e avrebbe aperto una breccia nella ricucitura faticosamente raggiunta con la Chiesa Ortodossa attraverso il dialogo ecumenico:
(René Laurentin, 23 dicembre 2000)

### XXI secolo
Il 7 settembre 2017, la Congregazione per la dottrina della fede decise di ribattezzare la Congregazione di Maria Corredentrice col nome di Congregazione della Madre del Redentore, a motivo dell'«ambiguità teologica» del titolo stesso.
Nel dicembre 2019, in occasione della Messa nella basilica di San Pietro per la festa della Madonna di Guadalupe, papa Francesco ha dichiarato che una fotografia de La Morenita gli aveva richiamato alla mente tre parole: donna, madre e mestiza (meticcia). Quest'ultimo era dovuto al fatto che «Maria fa di Dio un meticcio, vero Dio ma anche vero uomo». Concluse rinnovando il no a qualsiasi nuovo dogma mariano, lamentando «quando vengono da noi con la storia di dichiararla questo o di fare quel dogma», rispondeva di non perdersi «nella follia», da lui chiamate col termine spagnolo tonterías.
Il 3 aprile 2020, nell'omelia alla Messa nella residenza di Santa Marta, Francesco ha espresso la sua contrarietà all'uso del termine "corredentrice": «La Madonna non ha voluto togliere a Gesù alcun titolo; ha ricevuto il dono di essere Madre di Lui e il dovere di accompagnare noi come Madre, di essere nostra Madre. Non ha chiesto per sé di essere una quasi-redentrice o una co-redentrice: no. Il Redentore è uno solo e questo titolo non si raddoppia. Soltanto discepola e Madre».
Il 24 marzo 2021, durante l'udienza generale del mercoledì, nuovamente Francesco si è espresso contro questa terminologia: «Cristo è il Mediatore, il ponte che attraversiamo per rivolgerci al Padre. È l’unico Redentore: non ci sono co-redentori con Cristo. È il Mediatore per eccellenza, è il Mediatore»; e poco oltre: «la Madonna che, come Madre alla quale Gesù ci ha affidati, avvolge tutti noi; ma come Madre, non come dea, non come corredentrice: come Madre. È vero che la pietà cristiana sempre le dà dei titoli belli, come un figlio alla mamma: quante cose belle dice un figlio alla mamma alla quale vuole bene! Ma stiamo attenti: le cose belle che la Chiesa e i Santi dicono di Maria nulla tolgono all’unicità redentrice di Cristo. Lui è l’unico Redentore. Sono espressioni d’amore come un figlio alla mamma – alcune volte esagerate. Ma l’amore, noi sappiamo, sempre ci fa fare cose esagerate, ma con amore».

## Concetti introduttivi

### Meritode congruoede condigno
Nel corso dei secoli, ha avuto largo utilizzo la distinzione teologica fra meriti de condigno e meriti proprie de congruo. Sono entrambi meriti di salvezza in quanto utili finalizzati alla vita eterna dell'anima e poi, dopo la Resurrezione della carne, anche del corpo, propri o del prossimo. Nel caso di Maria e di Gesù Cristo, essi sono stati interamente devoluti a favore del genere umano e in particolare della Chiesa Apostolica.
Il merito de congruo è la giusta retribuzione di una giusta obbligazione di fare ordinata da Dio, Creatore, Signore Re. La parola "congrua" anche in italiano attiene alla sfera del sacro e indica la giusta retribuzione del clero, necessaria al suo sostentamento. Nell'esempio di un soldato, essa è assimilata alla paga e al rancio per aver risposto affermativamente all'obbligo di servire lo Stato, subordinato al rispetto del primato del servizio a Cristo e alla volontà di Dio, in conformità a Efesini 6.
Il merito de condigno è una parola composta dalla preposizione cum e dall'aggettivo dignus, che significa di pari dignità: è un premio "di pari dignità", proporzionale ad un sacrificio volontario che è causa delle sofferenze ingiustamente patite dal giusto. Nell'esempio del soldato, esso è assimilabile all'onorificenza che riconosce e premia un impegno individuale che supera ed eccede l'obbligo di servizio già retribuito nell'ambito del merito de congruo.
Gesù fu il giusto e il Santo di Dio che senza macchia di peccato offrì sé stesso per vivere l'ingiusta Passione e l'ingiusta Morte di croce. Passione e Morte di croce non sono riferibili al merito de congruo, poiché Gesù Cristo è colui che ordina, regna ed è costituito da Dio giudice supremo del genere umano. Non può quindi essere soggetto ad alcuna obbligazione da parte di terzi alla quale possa corrispondere una retribuzione giusta. Egli è il giusto e il Santo di Dio, nonché il Giudice ultimo e perfetto, al quale la "giustizia" non può né essere amministrata, essendo senza peccato, né pervenire come qualità di una qualche relazione - in questo caso retributiva - con le altre persone divine o con le Sue creature.
Il merito di Cristo fu invece de condigno: come afferma il Credo, Egli ricevette il premio di essere assiso "alla desta del Padre" e di ritornare "nella gloria" per il Giudizio finale. Tale premio seguì in grado parimenti degno il Suo sacrificio volontario e non obbligato di patire "per noi sotto Ponzio Pilato" fino alla morte di croce.
La libera accettazione di Maria dell'ordine divino - che non nega la libertà dell'uomo, ma che comunque è Verbo di Dio - fu premiata sulla terra in una misura povera dal punto di vista materiale, ma congrua per il suo sostentamento. Fu premiata in modo più che degno e più che proporzionale, "colmata" da subito dai doni dello Spirito Santo e dalla presenza del Signore (1,26).
Il premio di una vita santa e giusta di povertà, obbedienza, castità e carità fu rinnovato col privilegio dell'Assunzione al cielo in anima e corpo, anche qui in modo più che degno e più proporzionale qualora si rapportino i secoli trascorsi nella visione beatifica del Paradiso con un corpo già glorioso, senza l'attesa della Resurrezione della carne, rispetto alla finitezza terrena, pur trafitta da enormi dolori.

La terminologia de condigno e del de congruo è stata definita "preconciliare", perché appartiene al Magistero immutabile della Chiesa cattolica. Un debole riferimento esiste ancora nell'enciclica Lumen gentium, dove la parola condignus ricorre una volta sola e in un contesto riconducibile ai meriti di Cristo. Il n. 48 del documento cita Romani 8,18, 2Tim 2,11-12, tito 2,13, Filippesi 3,21, 2 Tessalocinesi 1,10, senza un riferimento esplicito a Maria. La lettera ai Romani correla la dignità della sofferenza del giusto (condignae passiones) al premio della gloria ultraterrena (futuram gloriam) che consiste nella ristrutturazione di un corpo configurato per la nostra umiltà, riplasmato dalla mano del Creatore a immagine e somiglianza dei corpi luminosi (Filippesi 3:21) del Padre Dio e del Figlio Dio.

### Cooperazione mediata e immediata
La Lumen gentium insegna che: L'unica mediazione del Redentore non esclude, bensì suscita nelle creature una varia cooperazione partecipata da un'unica fonte. Il passaggio è riferimento in primo luogo all'opera salvifica di Maria, che coopera col Salvatore. Il documento evitò attentamente l'adozione della parola "Corredentrice".
I teologi dei primi secoli operarono una distinzione fra una "cooperazione remota" e una "cooperazione immediata". Entrambe sono forme di partecipazione alla Mediazione esclusiva del Redentore.
La cooperazione remota è quella forma di partecipazione alla sostanza di Dio, esemplificata dall'opera dello Spirito Santo per l'Incarnazione di Gesù Cristo nel grembo di Maria Vergine. Ella offre il proprio corpo per essere il Tempio sacro del Verbo che si fa carne, cooperando con la volontà di Dio comunicatale dall'angelo. La sua cooperazione volontaria è anche mediata dall'opera dello Spirito Santo su di lei, secondo il Credo: e per opera dello Spirito Santo si è incarnato nel grembo della Vergine Maria e si è fatto uomo. L'elemento soggettivo della mediazione, la volontà libera del mediato, non viene menzionata nel Simbolo della Fede, benché resti comunque fondata biblicamente nello svolgimento storico dell'Annunciazione.
La cooperazione immediata di Maria è il suo associarsi alla «Redenzione di Cristo compiuta sulla Croce», mediante la propria «partecipazione mistica alla immolazione del Figlio per placare la divina giustizia».
Maria giace ai piedi della croce e accetta l'adempimento delle profezie messianiche rinunciando all'esercizio dei propri diritti di madre. La Mystici Corporis Christi afferma che
()
Maria scelse di obbedire al disegno divino fino alla fine, cooperando alla salvezza del genere umano, di propria spontanea volontà, vale a dire in un modo immediato, che ai piedi della croce non necessità di un'opera dello Spirito Santo successiva a quella dell'Incarnazione,
Nella vita ultraterrena, vengono a cadere le distinzioni fra cooperazione mediata e immediata, nonché quella fra merito de congruo e de condigno. Prosegue il sacrificio di Cristo nella forma eucaristica della Santa Messa, l'opera di corredenzione di Maria; pur nell'impassibilità del corpo risorto da morte o assunto al Cielo, prosegue una qualche forma di sofferenza davanti ai peccati del genere umano, con particolare riferimento alla blasfemia e al sacrilegio. Diversamente dalla vita terrena, non sussiste il premio, in quanto Maria e il Cristo risorto partecipano nel massimo grado possibile ai doni di Dio e dello Spirito Santo, una nel limite della finitezza umana, mentre l'altro nell'assenza di limite propria dell'infinità di Dio.
Inoltre, non esiste obbligazione poiché nella vita ultraterrena la libertà della volontà umana è al pari degli angeli confermata e unita una volta per sempre sia al fine redentivo e salvifico che al modo singolare e irripetibile prescelto da Dio per individuare sulla terra e in Cielo l'unicità della persona creata. Coincidendo in modo sostanziale la volontà umana con quella di Dio, che è anche Legge, viene a cadere la distinzione fra obbligazione divina e adeguamento della libera volontà creata.
Nella singolarità di Maria, il compito divino di Madre Vergine del Figlio di Dio e di Corredentrice del genere umano fu esteso indefinitamente fino alla fine dei giorni per effetto della Sua Assunzione al cielo in anima e corpo.
Pertanto, le distinzioni suddette si riferiscono propriamente alla vita e alle opere terrene di Gesù Cristo e della Vergine Maria.

### Riferimenti alla parole "Corredentrice" e "corredenzione" nei documenti pontifici
L'enciclica Ad diem illud, composta da papa Pio X in merito all'Immacolata Concezione, afferma:
(Papa Pio X, enciclica Ad diem illum laetissimum, 2 febbraio 1904)
Se nessun documento pontificio ufficiale ha fatto impiego della parola "Corredentrice", è pur vero che essa è indirettamente rinvenibile nell'espressione "associata da Gesù Cristo nell'opera di Redenzione", che a sua volta richiama l'espressione "generosa socia del divin Redentore", presente nella Munificentissimus Deus.
Entrambi i documenti fanno riferimento ad un'unione sostanziale di Maria con la Trinità da prima della creazione, non ancora delineata razionalmente con gli strumenti della tradizione. Si tratta, tuttavia, di un aspetto importante in quanto riguarda ciò che è stata Maria dall'eternità al tempo della creazione, e ciò che ella rimane immutabilmente per sempre. che esige un chiarimento dottrinale, per meglio comprendere cosa si intenda per arcanamente unita a Gesù Cristo fin da tutta l'eternità. Essa assomiglia all'"arcana unione di tutti noi con Cristo" che definisce il Corpo Mistico di Cristo nella Mystici Corporis, ma non è tendere, bensì è "fin da tutta l'eternità". Sebbene Maria non sia né increata né unigenita per la teologia cattolica, bensì concepita da un'unione carnale fra due coniugi di cui il canone biblico non fa menzione. La narrazione di Anna e Gioacchino appartiene infatti agli apocrifi; in modo opposto, i Vangeli Sinottici riferiscono che Maria era parente di Elisabetta la quale discendeva dalla stirpe di Aronne (Luca 1:5.36). L'espressione resta quindi meritevole di un chiarimento teologico e dottrinale.
Secondo la Lumen Gentium, cooperando alla Redenzione:
(LG, n. 61)
La frase "generosamente associata alla sua opera a un titolo assolutamente unico" traduce in modo non letterale il testo latino singulariter prae aliis generosa socia. Limitandosi al testo latino, lingua ufficiale dei documenti, l'ultima frase afferma che la maternità di Maria è universale e salvifica per tutti i figli di Dio, due qualità che sono proprie anche dell'opera del divino Redentore.
La partecipazione all'ordine della grazia fu già prima dell'Assunzione, riferendosi alla Mystici Corporis Christi secondo la quale Maria causò la presenza dello Spirito Santo sui Dodici nel giorno di Pentecoste. Il fatto si ripeté nel corso della storia ogni volta che lo Spirito Santo discese sui successori dei Dodici o a liberare le anime del Purgatorio, quasi a suggerire che senza devozione mariana non è possibile alcuna successione apostolica o suffragio della pena espiatoria del Purgatorio. Pur essendo possibile a Gesù Cristo il dono dello Spirito Santo, Egli lo promise in prima persona, ma non lo conferì direttamente ai Dodici, non esercitando mai questa possibilità: la Pentecoste seguì alla sua Resurrezione e avvenne in sua assenza.
Se fosse teologicamente confermato che lo Spirito Santo è conferito unicamente per tramite di Maria, come fu per i Dodici nel giorno di pentecoste, Ella sarebbe associata ad un ruolo redentivo, quello che appartiene allo Spirito del Redentore che discende agli Inferi per completare la Redenzione delle anime sante, e quello che, dopo la Pentecoste, dirige l'opera dei Dodici a cooperare alla Redenzione del genere umano. Dopo l'Assunzione al Cielo, l'ingresso di Maria "nell'ordine della grazia" è divenuto perpetuo e inscindibile, così il suo effetto di conferire lo Spirito del Redentore agli apostoli sulla terra e agli angeli dei quali è Regina, inviati nel Purgatorio a liberare le anime. Per il tramite di servitori umani o angelici, Ella prosegue l'opera redentrice dello Spirito Santo, iniziata da Gesù e resa possibile dalla Sua Resurrezione.

## Analisi
Risulta complesso dare una definizione teologica della partecipazione di Maria alle sofferenze di Cristo e della loro offerta per il bene del genere umano. Secondo sant'Ambrogio, Cristo si è offerto da solo, «la Passione di Cristo non ha avuto bisogno di assistenza». Secondo la funzione proprio dell'offertorio, che è quella di approntare i doni della Santa messa prima di offrire sé stessi come parte della preghiera eucaristica, in quanto membra del Corpo Mistico di Cristo, che è la Chiesa Cattolica, significa ammettere che nemmeno il massimo sacrificio dei fedeli -singolarmente e come comunione di anime- potrà mai assumere presso Dio la medesima valenza del sacrificio eucaristico del Suo Figlio unigenito. Pertanto, la migliore opera di espiazione possibile da parte dei suoi figli è partecipare collettivamente al rinnovarsi di tale sacrificio nella celebrazione eucaristica. Il sacerdote celebrante vi partecipa in persona Christi'.
Secondo 1 Timoteo 2.5, Cristo è l'unico Redentore del genere umano. Il Nuovo Testamento non menziona esplicitamente il ruolo salvifico della Vergine Maria, la madre alla quale il Figlio dell'uomo disse «Donna, ecco tuo figlio!» (Giovanni 19.27), poche ore prima di spirare sulla croce e compiere la sua opera di salvezza. È l'unica volta in cui il Vangelo presenta Gesù Cristo che si rivolge esclusivamente a Sua madre. Esiste poi l'episodio di Luca 2.42-52 nel quale Gesù parla ai genitori dopo la Presentazione al Tempio, quando il suo apostolato pubblico non aveva ancora avuto inizio. Purtuttavia, la Morte e Resurrezione di Cristo, perfette come ogni opera e parola di Dio, non furono ancora universali, bensì resero opere successive di liberazione dal male di redenzione dal peccato originale, quali: la discesa dello Spirito Santo di Gesù agli Inferi e la discesa dello Spirito Santo Dio sugli apostoli nel giorno di Pentecoste. La discesa agli Inferi del suo Spirito, ancora in attesa del terzo giorno per la Resurrezione della carne, fu necessaria per ripristinare lo stato di piena santità e di piena salvezza in Paradiso dei loro avi d'Israele trapassati. Il dono dello Spirito non avvenne all'epoca per singole persone, ma per una comunione di santi vivi in terra e in cielo: i Dodici e i santi patriarchi di Israele.
Maria "merita per noi de congruo", vale a dire per tramite di un premio proporzionato e non vincolante per Dio; Gesù Cristo "merita per noi de condigno", in modo che è Dio stesso a farsi da garante, a impegnarsi di persona per la promessa di un premio vincolante, certo, poiché è Parola di Dio, ma che, in quanto dono di una vita senza fine, non è mai commisurabile alla finitezza della somma fra tutte le possibili opere gradite a Dio compibili da qualsiasi creatura umana. In altre parole, il sacrificio di Gesù sulla croce non potrebbe avere altri equivalenti per Dio, nemmeno nel caso estremo del sacrificio della propria stessa vita a favore del prossimo, ancorché in un modo altrettanto doloroso e cruento. La Morte e la Resurrezione di Gesù hanno in qualche modo a che fare intuitivamente col sacrificio di Morte e Resurrezione dell'infinito, poiché riguardano una creatura umana che è anche Dio, il cui corpo umano-divino preesistente al concepimento verginale -impassibile, incorruttibile e immortale come Dio Padre, come Maria assunta al cielo in anima e corpo e dei corpi mortali dopo la Resurrezione della carne- accettò il primo sacrificio dell'Incarnazione, consistente nel farsi temporaneamente finito e mortale, al fine di rendere possibile la salvezza del genere umano mediante la Resurrezione dalla morte di croce. La riduzione di Dio alla finitezza umana e mortale, pur senza peccato, fu un primo sacrificio che la morte di un qualsiasi essere umano per il suo prossimo non potrebbe integrare con sé.
Il medesimo gradimento del Padre e la stessa distribuzione mariana di grazia divina possono avere origine dal sacrificio equivalente della celebrazione eucaristica, a patto che oltre alla morte del Venerdì Santo si guardi anche all'integralità della vita terrena di Gesù, non dimenticando di contemplare e rivivere anche la Sua prima scelta di "sacrificarsi" nell'Incarnazione mediante il concepimento verginale di Maria, calandosi dalla gloria del cielo all'umiltà santa della Sacra Famiglia di Nazareth.

### Reciproca autonomia concorde del primo Redentore e di Maria
Essendo Maria nata mondata dal peccato originale in ossequio al dogma dell'Immacolata Concezione, ella non necessitava di un Redentore, poiché la Redenzione è soltanto del e dal peccato originale.

Ciò vale anche per quanto riguarda i peccati personali considerato in relazione a Maria. Secondo la Chiesa Cattolica, ella visse in perpetua verginità e santità, non avendo colpa personale alcuna che potesse necessitare della grazie del primo Redentore e del Suo perdono. Come le disse l'angelo dell'Annunciazione, ella fu già colmata di ogni possibile grazia dallo Spirito Santo Dio, a partire dal primo istante del suo concepimento. Il peccato avrebbe comportato la perdita dello Spirito Santo e dei Suoi doni, come accadde anche per Giuda Iscariota, o anche per peccati non mortali come il suo; sebbene la Bibbia non parli molto della vita pubblica di Maria, ella non è nemmeno menzionata fra quanti ricevettero lo Spirito Santo nel giorno di Pentecoste. La perdita dello Spirito Santo per un venire meno alla santità verginale, associato al suo mancato ripristino nella Pentecoste, non sarebbero compatibili col ruolo salvifico attribuito da Maria alla Chiesa. La successiva amministrazione dello Spirito Santo dalle mani dei Dodici alla Madre di Dio, per tramite della grazia dei sacramenti (Battesimo, Confessione, ecc.) istituiti da Gesù Cristo stesso, risulterebbe incoerente col privilegio dogmatico dell'Assunzione al cielo in anima e corpo, concesso unicamente a Maria e negato alle cause seconde -i Dodici- del suo ipotetico ritorno allo stato di grazia.
La natura corredentrice di Maria è l'unica a necessitare il suo stato di perpetua santità e assenza di peccato personale, secolarmente accreditatole dalla fede e dalla devozione, ma non pienamente e compiutamente formalizzato in modo dogmatico. Ciò vale anche per la Sua verginità perpetua: la legge ebraica avrebbe consentito un secondo matrimonio nel caso non precisato di una morte di san Giuseppe antecedente a quello della Sua promessa sposa, così come avrebbe consentito alla consumazione del matrimonio successivamente alla nascita del primogenito Figlio di Dio e al pieno adempimento delle profezione dell'Antico Testamento mediante la sua Resurrezione dalla morte di croce. La Sacra Famiglia di Nazareth avrebbe poi potuto procreare senza venire meno al proprio stato di grazia divina. Tuttavia, la Vergine era legata non soltanto alla legge mosaica, ma anche alla legge singolare, ad un voto di castità e di obbedienza consacrato all'angelo dell'Annunciazione. Una disobbedienza al voto di castità perpetua sarebbe stato un peccato contro lo Spirito Santo che la rese feconda e che la colmò di carismi, di gravità pari al tradimento di Giuda nei confronti della legge singolare data da Cristo ai Dodici. Ne erano parte il non rubare dalla cassa dei poveri e il non interloquire col nemico pagano.
Pertanto, Maria non necessitava della grazia dal Redentore per sé stessa, in quanto priva di qualsiasi peccato, sia originale che personale. La Sua autonomia dal Redentore si rileva anche nella distribuzione della grazia divina per la corredenzione del prossimo, dei Suoi figli di Madre di Dio. Lo Spirito Santo l'aveva colmata di doni e di grazia in una grado tale da poterle donare a tutti i Dodici che vivevano con lei. Quest'ultimo aspetto fu sottolineato da Pio XII che attribuì alla preghiera intercessoria l'invio dello "Spirito del divin Redentore". Se da un lato la preghiera ha una natura personale, dall'altro lato
L'enciclica non indica quale (o qual) delle tre divine persone della Santissima Trinità siano state invocate dalla Santissima Vergine per la grazia di Pentecoste: dal punto di vista teologico, potrebbe aver pregato direttamente il Padre Dio nelle cui mani il divin Redentore aveva consegnato il Suo Spirito, prima di spirare sulla croce. Si pone dunque il caso teorico di una mediazione mariana della grazia divina, operata in assenza del primo Redentore, mediante l'invocazione mariana diretta a Dio Padre e la processione dello Spirito del Redentore, donato direttamente dall'Altissimo ai Dodici della Pentecoste. Infatti, sia il Redentore che lo Spirito del Redentore procedono entrambi da Dio Padre, in modo concorde.
La Vergine Maria viene in questo modo elevata a causa seconda di Redenzione e di salvezza, laddove Gesù Cristo rimane causa prima, sia necessaria che sufficiente: ciò è testimoniato dalla promessa di salvezza preannunciata da Gesù crocifisso al ladrone penitente. Sebbene Maria giacesse ai piedi della croce, il ladrone penitente non invocò il suo nome né la sua intercessione, eppure ottenne da Gesù la promessa che si sarebbe trovato con Lui in Paradiso per il solo fatto di avere creduto nella divinità e innocenza di Gesù, in assenza di un'opera di corredenzione esplicita da parte di Maria.

In modo opposto, Gesù risorto, che giorni prima era apparso ai discepoli di Emmaus, ai Dodici e al Tommaso dubitante, non è menzionato in Atti 2 in relazione al dono divino del giorno di Pentecoste. Mentre lo Spirito Santo viene indicato come colui che procede, colui o colei che causarono la Sua processione non sono indicati nel Nuovo Testamento. Secondo Pio XII, fu Maria stessa: con la Sua grazia dello Spirito Santo e la Sua preghiera causò un'intercessione speciale, il dono dello Spirito Santo ai Dodici nel giorno di Pentecoste. Fu un'opera di corredenzione, in quanto il dono dello Spirito Santo Dio sarebbe stato possibile solamente a favore di persone che fossero già state mondate dal peccato originale, al pari di lei, una mondatura dal peccato che a sua volta è conseguibile solamente grazie agli infiniti meriti di salvezza guadagnati per mezzo della Morte e della Resurrezione di Cristo.

### Corredenzione mariana nella Chiesa apostolica militante
Da una generazione all'altra può ripetersi sia la perdita dello Spirito Santo per l'assenza di nuovi vocazioni (a titolo di esempio) che il rinnovarsi la sua discesa pentecostale su nuovi apostoli designati da Dio. Come detto in precedenza, la discesa dello Spirito Santo è finalizzata alla Redenzione e il ruolo della Vergine Maria nel causare tal discesa è quindi di tipo redentivo. Ciò richiede che sia possibile anche l'eventualità che lo Spirito Santo si allontani dai suoi apostoli designati da Dio, per una loro scelta libera del peccato.
Diversamente, la continuità ininterrotta della successione apostolica verrebbe ad essere garantita unicamente dall'imposizione delle mani da un successore all'altro, senza la necessità di un soprannaturale intervento mariano. Rileva anche notare la devozione mariana dei primi apostoli rispetto al modo in cui la discesa dello Spirito Santo Dio si concretizzò su di essi nel giorno di Pentecoste.,
Revocabilità dello Spirito Santo
Lo Spirito Santo può essere negato a chi è ancora in procinto di riceverLo e tradisce (Giuda Iscariota, prima della Pentecoste e del sorteggio di Mattia apostolo), ma anche a chi lo ha ricevuto e lo perde in uno stato di peccato veniale perdonabile, come i Settanta profeti e apostoli concessi da Dio a Mosè per la salvezza di Israele in Numeri 11:16-17.25-29. Marco 9,38-43.45.47-48 chiarisce che il dono e la sua revoca non possono alternarsi all'infinito: "se il sale può perdere il suo sapore, non c'è nessuno che possa fare un miracolo" nel nome di Cristo "e subito dopo parlare male di lui". Ciò significa che la perdita del dono dello Spirito Santo è una volta per sempre, quando non si trasforma in una causa di dannazione terrena ed eterna, come fu tragicamente per il peccato mortale di Giuda Iscariota.
Possibilità del dono mariano dello Spirito Santo

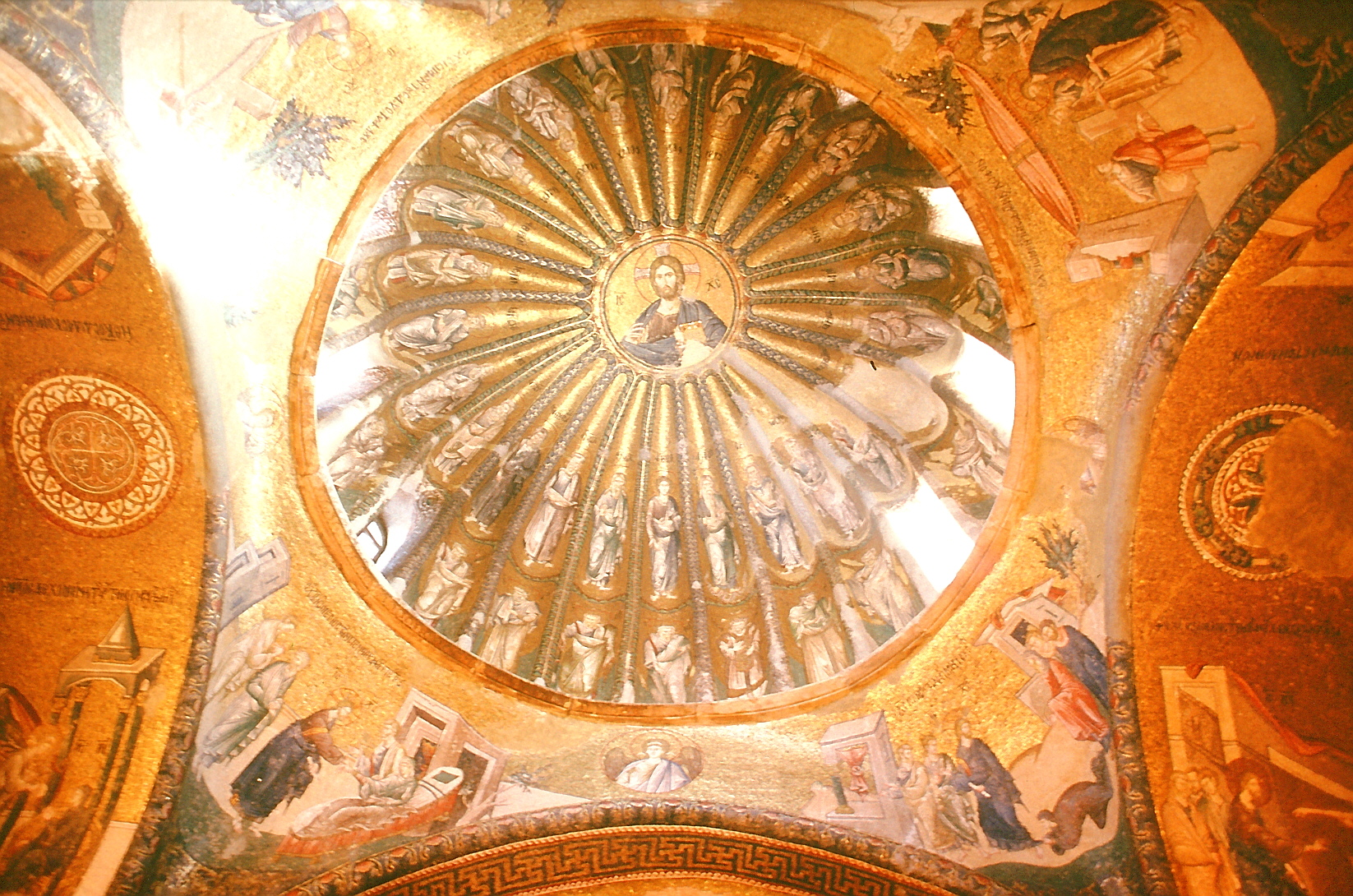
La Genealogia davidica di Gesù, mosaici della Chiesa di San Salvatore in Chora, Costantinopoli.

Stabilito che lo Spirito del Redentore degli apostoli può essere perso, Maria assume un ruolo di corredenzione della Chiesa loro affidata in quanto può ripetere sui nuovi designati da Dio lo stesso miracolo causato ai Dodici nel giorno di Pentecoste, ricostituendo una Chiesa apostolica estintasi per dolo o per cause esterne di forza maggiore.
Se gli apostoli ricevettero lo Spirito Santo per mediazione di Maria nel giorno di Pentecoste al fine di distribuire la sua grazia e reale presenza al corpo dei fedeli mediante i Sacramenti, ne consegue che anche Maria debba poter necessariamente operare la distribuzione dello Spirito Santo e dei Suoi carismi, in modo diretto e personale, ai singoli devoti che si trovino impossibilitati a raggiungere o a essere raggiunti dalla Chiesa apostolica. In secondo luogo, la mediazione mariana dello Spirito Santo vale anche in quelle comunità nelle quali la Chiesa apostolica non sia mai esistita oppure si sia estinta, tanto per la mancanza di successori apostolici quanto nel caso di tradimento da parte dei suoi vescovi designati.
Nel Nuovo Testamento, non si ha menzione di un ripetersi della discesa dello Spirito del Redentore agli Inferi o in Purgatorio, benché essa sia stata la fase di un processo di Redenzione universale che iniziò con la Resurrezione e finì sulla terra con la Pentecoste. Se la Resurrezione fu un fatto unico e irripetibile, la nascita e l'estinzione delle comunità apostoliche durante la storia del Cristianesimo testimonia la possibilità del ripetersi della Pentecoste, vale a dire della designazione divina di nuovi apostoli e del conferimento dello Spirito Santo direttamente dal cielo o dai suoi angeli nei luoghi in cui ciò non sia più possibile per mano dei vescovi, perché le linee di successione apostolica o di genealogia episcopale si sono interrotte.
Corredenzione mariana nel Purgatorio

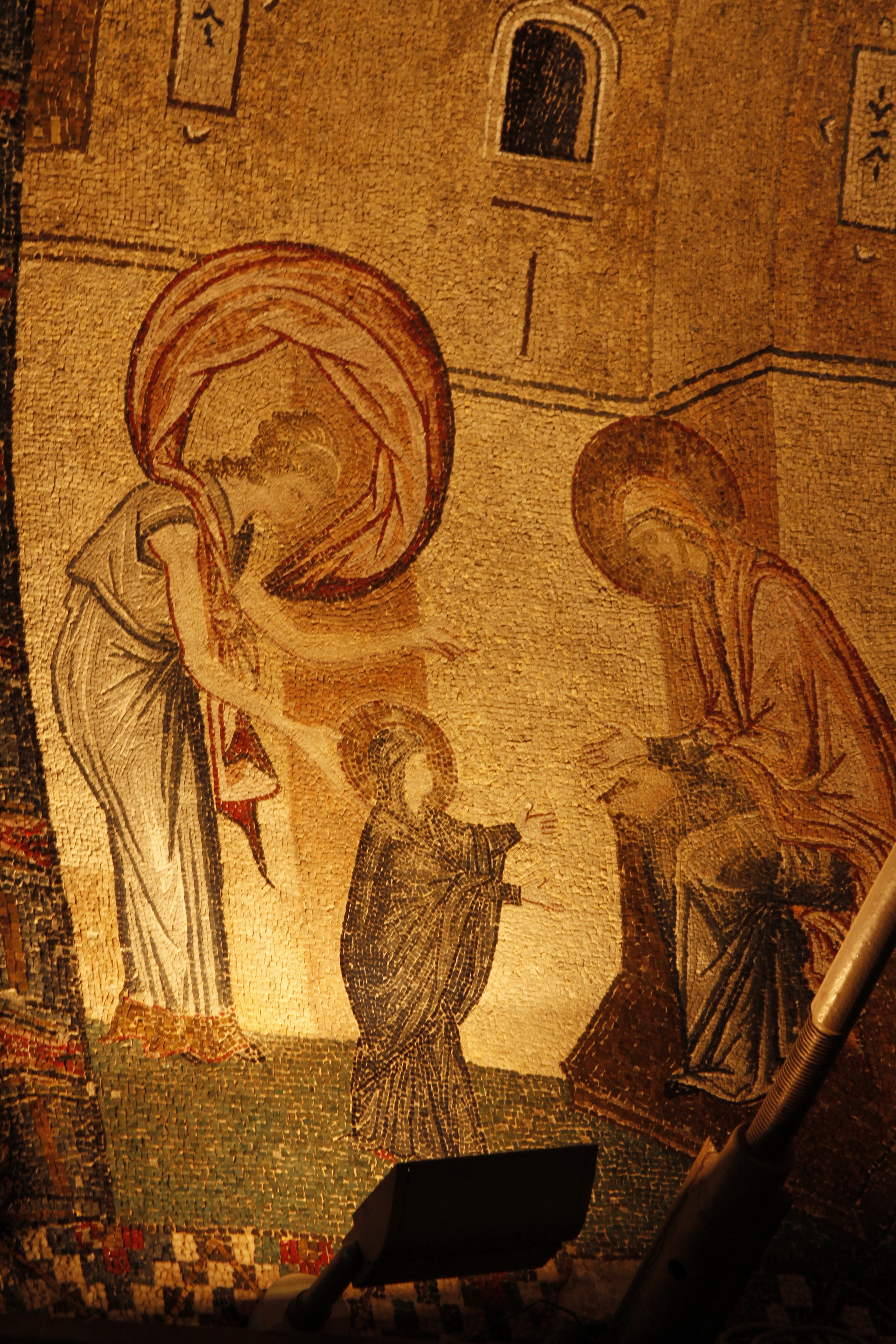
I primi sette passi dell'infante Gesù, Chiesa di San Salvatore in Chora, Costantinopoli. Tema iconografico frequente nell'arte bizantina, raramente rappresentato in Occidente.

La Vergine Maria esercita lo stesso ruolo di corredenzione anche in cielo, almeno nei confronti delle anime purganti. la discesa dello spirito del Redentore agli Inferi e la fede extrabiblica in san Michele Arcangelo che si reca in Purgatorio a liberare le anime, inducono a credere che colei che è venerata col titolo di Regina degli Angeli sia munita della facoltà di inviare il loro capo, san Michele, ad ella subordinato, a condurre le anime dal Purgatorio in Paradiso, completando l'iter della loro Redenzione dal peccato. I meriti di salvezza, che ordinariamente derivano dal loro tempo di espiazione, possono essere sostituiti dalle preghiere di suffragio e dalle pie opere di misericordia compiute a loro favore da parte degli altri santi del cielo e/o della terra.
Ciò non preclude la possibilità che lo Spirito del Redentore possa nuovamente scendere in prima persona agli Inferi per liberare le anime purganti, qualora i vivi o i morti in santità abbiano destinato loro i propri meriti di salvezza in quantità sufficiente ad estinguere il debito espiatorio con Dio, in vista del loro ingresso in Paradiso.
La signoria di Dio sul creato non viene mai meno. Il Credo ricorda che Gesù Cristo viene detto che "è assiso alla destra del Padre...e ritornerà nella gloria pe giudicare i vivi e i morti"; nulla viene detto circa il movimento dello Spirito del Redentore nei cieli, sulla terra e sotto terra, se non il fatto che lo "Spirito Santo che è Signore e dà la vita", intesa come sorgente e causa di effusione dell'anima sui concepiti, ma anche come causa di vita eterna in punto di morte o dopo la morte stessa.
Corredenzione mariana fra ordine divino e naturale

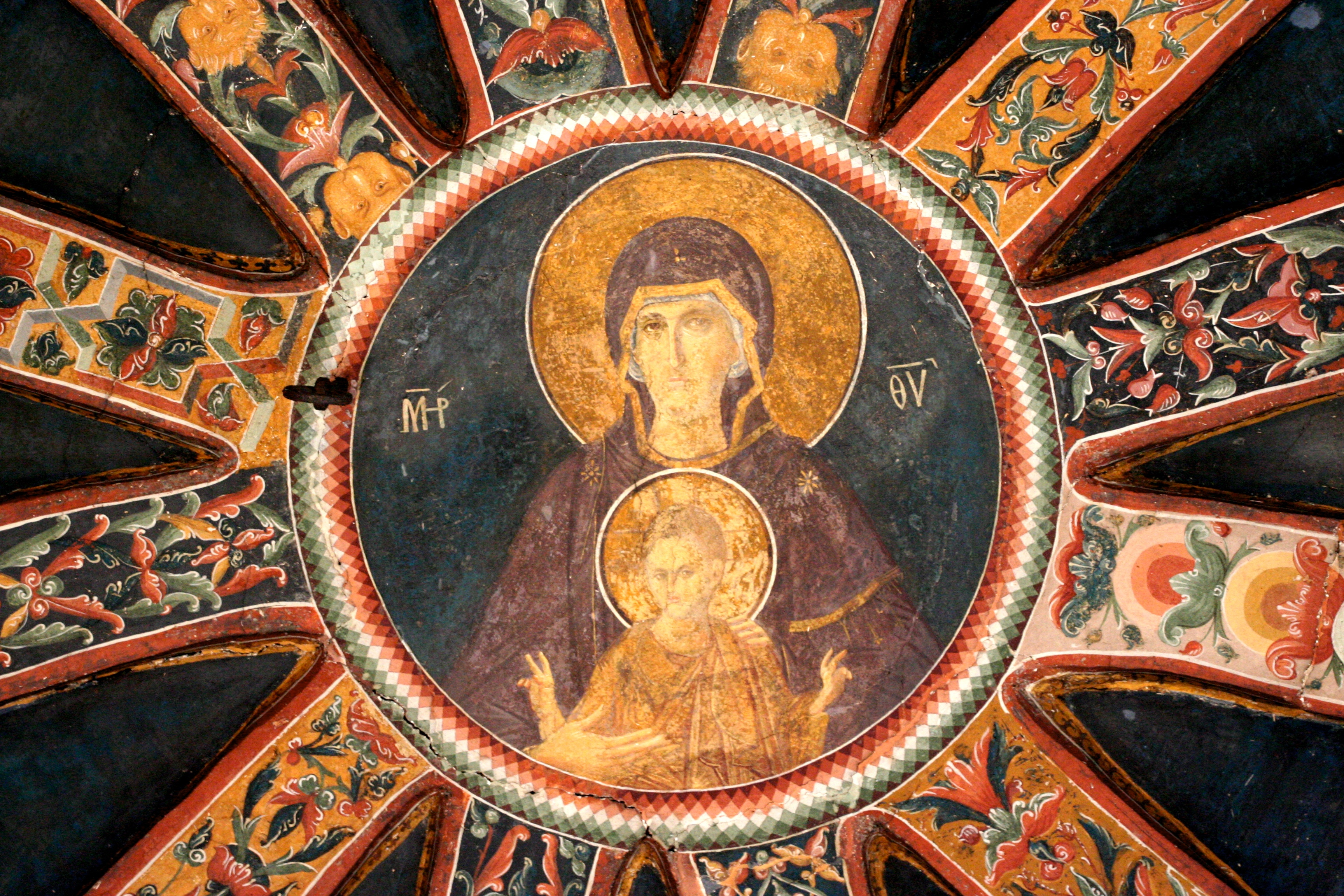
La Vergine Madre di Dio tiene in braccio l'infante Gesù, Chiesa di San Salvatore in Chora, Costantinopoli.

La discesa agli Inferi è il complemento a uno della discesa dello Spirito Santo sugli apostoli a beneficio della Chiesa vivente in terra, che Lo riceve dalle loro mani. L'effetto personale fu il medesimo, quello della liberazione da Satana e di un inizio di partecipazione alla vita dello Spirito del Redentore, tanto per i patriarchi di Israele vivi negli Inferi quanto per i Dodici viventi in terra.
L'effetto "prossimale", generato di riflesso dalla grazia di Dio con l'opera di mediazione del suo primo beneficiario, fu di nuovo il medesimo: Maria svolge in cielo lo stesso ruolo di prima creatura umana a mediare la grazia divina che in terra è stato per volere di Gesù Cristo attribuito agli apostoli: entrambi dispensano ai santi la grazia divina di cui sono stati colmati dallo Spirito Santo.
Nelle due precedenti sezioni, si è visto il ruolo salvifico di Maria nell'ordine divino e in quello temporale presi isolatamente, senza esaminare gli effetti incrociati che sono possibili fra i viventi dei due ordini: i meriti di carità e giustizia dei viventi possono mediare la grazia divina alle anime purganti, nello stesso modo in cui la preghiera delle anime espianti, che sono già sante e già salve, può favorire i loro prossimi sia nel Purgatorio che sulla terra, oltreché loro stesse.
La sovrapposizione di effetti fra l'ordine divino e temporale sussiste anche nel caso meno noto del Paradiso. L'agiografia di sant'Elena che appartiene al Magistero ed è stata il principale motivo della sua morte in fama di santità e successiva venerazione, ricorda che, imprigionata dai Romani, le apparvero i corpi di san Pietro e san Paolo a medicarle le ferite inflittegli dai carcerieri. La vicenda della santa delle Vergini ricorda che non solamente gli angeli, creati invisibili e incorporei, ma anche le anime salve in Paradiso possono manifestarsi sulla terra e operare miracoli per conto di Dio, non solo tramite i loro effetti, ma anche rendendosi percepibili dai sensi umani mediante un corpo simile a quello che avevano prima di morire.
Esiste fra loro un differente grado di visione della Verità e di contemplazione del Volto di Dio, dal quale scaturisce una gerarchia nel rispettivo grado di partecipazione alla grazia divina e ai carismi dello Spirito Santo, che determina sia la loro possibilità di continuare a servire Dio sulla terra che l'esistenza di una gerarchia celeste di cori o di teorie, vissuta da anime e angeli in simile modo. La gerarchia è nota per gli angeli di cui la Sacra Famiglia e il suo custode Michele sono posti a capo, così come per le anime fra le quali i Dodici e i Settanta spiccano nella conoscenza e visione di Dio.

Maria fu l'unica ad essere stata assunta al cielo in anima e corpo dopo la morte, in simmetria con un concepimento privo di peccato originale. Il suo grado di santità mai conseguito da altri sulla terra è parimenti inarrivabile in cielo per la gerarchia di anime salve in Paradiso: ella è infatti venerata col titolo di Regina degli Angeli rispetto ai quali Gesù affermò che il più piccolo di essi era superiore al più "grande fra i nati di donna" (Matteo 11:2-11). La condizione terrena di inferiorità del genere umano rispetto alla Vergine concepita e vissuta senza peccato, nonché agli angeli dei quali già sulla terra era stata incoronata Regina, si ripete in Paradiso dove solo la Vergine è presente col suo corpo terreno, mentre le altre anime restano in attesa della Resurrezione della carne. Oltreché direttamente in relazione a Maria, la loro inferiorità ontologica nella gerarchia celeste si ripete anche in Paradiso per la presenza di un corpo spirituale che, diversamente dal Cristo risorto non possiede né cuore né sangue né le Cinque sante piaghe piuttosto che i segni del loro martirio, perché non è ancora il corpo terreno risuscitato; si tratta invece dell'anima munita dei cinque sensi corporei e della possibilità di apparire in un corpo umano percepibile dai sensi dei viventi sulla terra, nonché capace di operare gli stessi miracoli possibili agli angeli.
Maria assunta al cielo in anima e corpo è ontologicamente superiore alla gerarchia degli angeli e delle anime celesti. Ciò fa sì che ella sia un esempio di grazia divina e di santità umana che tutti aspirano ad imitare, sperando di poter approssimare il più possibile il Suo inarrivabile limite di conoscenza di Dio, di visione della Verità, di contemplazione dei Suo Volto e di partecipazione ai Suoi carismi spirituali. D'altra parte, ella anche in Paradiso dispensa la grazia e i carismi dello Spirito del Redentore dei quali è colmata in sommo grado, più di ogni altra creatura visibile e invisibile. La grazia distribuita agli angeli e alle anime sante è proporzionale al merito di carità e di giustizia che tutti loro acquisiscono mediante la preghiera e le opere a favore dei figli di Dio sulla terra o in Purgatorio. Tale merito viene prioritariamente destinato a coloro che più di tutti ne hanno bisogno, sulla terra e in Purgatorio.
Allo stesso modo, angeli e anime sante destinano alla terra e al Purgatorio i meriti di salvezza a loro presentati dai viventi e dalle anime in via di espiazione, sempre per il loro maggiore stato di necessità. Non si dà il caso di una corredenzione operata dalla terra a favore del Paradiso, essendo le anime innanzi ai due troni regali di Dio Padre e Figlio per definizione prive di qualsiasi peccato originale o personale da redimere. La corredenzione si può definire come l'offerta dei propri meriti di giustizia e di carità per la Redenzione dai peccati di qualche altra creatura di Dio.

I viventi possono offrire i loro meriti di salvezza al trono del Padre, del Figlio alla Sua destra, al trono di Maria regina degli Angeli alla destra del Figlio, alla loro corte di santi: sono le creature del Paradiso e Dio stesso a reindirizzarli in primo luogo a favore dei peccatori sulla terra, e, in secondo luogo, alle anime espianti. L'offerta infatti presuppone anche la libera accettazione da parte di colui al quale essa viene destinata dall'offerente il sacrificio, mentre la santità delle creature del Paradiso legittima e rende inevitabile come unica possibile causa di rinuncia alla corredenzione sacrificale la valutazione del maggiore stato di necessità di redenzione sussistente in un'altra creatura.
Nei cieli, si delinea quindi una gerarchia statica che non riceve meriti dalla terra e dal Purgatorie né dalle stesse creature esistenti in Paradiso, bensì progredisce collettivamente verso il massimo grado di santità e di partecipazione al vivere di Dio, unicamente conseguito dalla Sua Vergine Madre. Efesini 5:21-33 esprime la volontà di Cristo di avere al cospetto del Suo trono una Chiesa santa e immacolata, gloriosa e «senza macchia né ruga o alcunché di simile», amata e obbediente quanto Sua Madre.

## Autonomia e indipendenza dei due corredentori, nello Spirito Santo Dio
Se la Lumen gentium afferma che il patrimonio salvifico di Maria (munus Matris Salvatoris in salutis oeconomia) è subordinato (subordinatum) all'unica mediazione del Redentore, la quale, come diffonde il somme bene nei cuori delle creature, non pretende di essere esclusiva, "ma fa rivivere nelle creature una multiforme cooperazione partecipata dall'unica sorgente" dell'amore di Dio:

62. Haec autem in gratiae oeconomia maternitas Mariae indesinenter perdurat, inde a consensu quem in Annuntiatione fideliter praebuit, quemque sub cruce incunctanter sustinuit, usque ad perpetuam omnium electorum consummationem. In coelis enim assumpta salutiferum hoc munus non deposuit, sed multiplici intercessione sua pergit in aeternae salutis donis nobis conciliandis. Materna sua caritate de fratribus Filii sui adhuc peregrinantibus nec non in periculis et angustiis versantibus curat, donec ad felicem patriam perducantur. Propterea B. Virgo in Ecclesia titulis Advocatae, Auxiliatricis, Adiutricis, Mediatricis invocatur. Quod tamen ita intelligitur, ut dignitati et efficacitati Christi unius Mediatoris nihil deroget, nihil superaddat.
Nulla enim creatura cum Verbo incarnato ac Redemptore connumerari umquam potest; sed sicut sacerdotium Christi variis modis tum a ministris tum a fideli populo participatur, et sicut una bonitas Dei in creaturis modis diversis realiter diffunditur, ita etiam unica mediatio Redemptoris non excludit, sed suscitat variam apud creaturas participatam ex unico fonte cooperationem.

62. E questa maternità di Maria nell'economia della grazia perdura senza soste dal momento del consenso fedelmente prestato nell'Annunciazione e mantenuto senza esitazioni sotto la croce, fino al perpetuo coronamento di tutti gli eletti. Difatti anche dopo la sua assunzione in cielo non ha interrotto questa funzione salvifica, ma con la sua molteplice intercessione continua a ottenerci i doni che ci assicurano la nostra salvezza eterna. Con la sua materna carità si prende cura dei fratelli del Figlio suo ancora peregrinanti e posti in mezzo a pericoli e affanni, fino a che non siano condotti nella patria beata. Per questo la beata Vergine è invocata nella Chiesa con i titoli di avvocata, ausiliatrice, soccorritrice, Mediatrice. Ciò però va inteso in modo che nulla sia detratto o aggiunto alla dignità e alla efficacia di Cristo, unico Mediatore.
Nessuna creatura infatti può mai essere paragonata col Verbo incarnato e redentore. Ma come il sacerdozio di Cristo è in vari modi partecipato, tanto dai sacri ministri, quanto dal popolo fedele, e come l'unica bontà di Dio è realmente diffusa in vari modi nelle creature, così anche l'unica mediazione del Redentore non esclude, bensì suscita nelle creature una varia cooperazione partecipata da un'unica fonte. La Chiesa non dubita di riconoscere questa funzione subordinata a Maria, non cessa di farne l'esperienza e di raccomandarla al cuore dei fedeli, perché, sostenuti da questa materna protezione, aderiscano più intimamente al Mediatore e Salvatore.»
(LG, nn. 55 e 62)
Il documento afferma che la mediazione mariana di tutte le grazie deve essere intesa «in modo tale che non toglie né aggiunge nulla alla dignità e all'efficacia di Cristo l'unico Mediatore», viene ribadito il primato di Maria su tutte le altre creature di Dio: «la figlia di Sion per eccellenza» è la donna e madre del Salvatore profetizzata nell'Antico Testamento, che avrebbe vinto «sul serpente (cfr. Gen 3,15)», e che «primeggia tra quegli umili e quei poveri del Signore che con fiducia attendono e ricevono da lui la salvezza».
Autonomia nella cooperazione al fine Redentivo non significa che Maria non abbia avuto necessità, non abbia atteso né ricevuto il Salvatore. Al contrario, ella ebbe concepimento senza peccato originale in dona da Dio, nonché una vita terrena senza altra macchia di peccati personali, resa possibile da Dio nel suo essere e meritata dal libero esercizio della liberà umana al servizio del Redentore. Questi doni divini, intrecciati a meriti individuali di santità e virtù, furono finalizzati all'Incarnazione e alla Resurrezione della morte di croce del Salvatore, che Maria continuò a servire anche successivamente con una vita di virtù e santità, causa dei suoi doni spirituali. La discesa dello Spirito Santo fu promessa da Cristo ai Dodici prima di spirare sulla croce: il ruolo che Pio XII le attribuì ufficialmente con riferimento al giorno di Pentecoste, testimonia che la sua esistenza terrena rimase ala servizio di Cristo, anche dopo la Sua Morte e Resurrezione.

Tale vita di virtù e santità è finalizzata a preservare e ad accrescere i carismi dello Spirito Santo Dio che ella dispensò per primi agli apostoli. Anch'essi sono dati da Dio per l'economia della salvezza e per poter proseguire nelle generazioni successive l'opera di Redenzione iniziata da Cristo. Natura immacolata e carismi hanno l'effetto di rendere necessaria l'opera del Salvatore e del Redentore anche per Maria, ma in un modo differente dalle altre creature umane: non un Salvatore e un Redentore per il perdono del peccato originale e dei peccati personali, in lei assenti, bensì un Salvatore e un Redentore che avrebbe reso necessaria l'opera di corredenzione, confermando per sempre la sua natura immacolata e i suoi carismi.
Anche Maria necessitò di Gesù Cristo come Salvatore e Redentore nel senso che, senza la Sua Incarnazione, Dio non l'avrebbe creata senza macchia di peccato e coi carismi che ricevette, caso nel quale, creatura umana come le altre, avrebbe avuto necessità del Salvatore e del Redentore per la propria vita eterna. Per quanto riguarda la sua persona, invece, l'Incarnazione e l'opera del Salvatore e del Redentore sono necessarie e attese in quanto causa prima e unica del suo primato fra le altre creature al servizio di Cristo, nella liberazione dal serpente e nella redenzione del genere umano.

## Corredenzione nell'enciclicaMunificentissimum Deus
L'enciclica Munificentissimus Deus afferma:
(Munificentissimus Deus, n. 40)
Il testo citato assimila la nascita priva di peccato originale, la vita terrena e ultraterrena di Maria a quella di Gesù Cristo. Inoltre, assimila la loro esistenza terrena in rapporto alle altre creature di Dio Padre, affermando che ella fu arcanamente unita a Gesù Cristo fin da tutta l'eternità «con uno stesso decreto» di predestinazione. La predestinazione fu quella di «aver riportato un pieno trionfo sul peccato» e di essere divenuta «generosa Socia del divino Redentore». L'espressione «generosa Socia del divino Redentore» è assimilabile ad un sinonimo della parola "Corredentrice", che pure non è menzionata in modo esplicito. L'equivalenza vale non soltanto a decorrere dall'opera mariana sulla terra in poi, esemplificata nel giorno di Pentecoste, ma sussisteva già nella persona di Dio Padre da prima della creazione, così come da prima delle generazione del Signore Gesù Cristo prima di tutti secoli: Cristo e Maria preesistenza nella persona di Dio Padre come predestinati all'opera di corredenzione.
La loro preesistenza in un'unità "arcana" non si riferisce soltanto al loro essere da sempre nella mente di Dio, come un'idea o un progetto di generazione prima del tempo (l'Unigenito) ovvero di creazione dal nulla (la Genesi), ma al loro coesistere da sempre in una qualche forma che si rapporta alla sostanza di Dio Padre e alla Sua divina-umana carne. Se la natura dell'Unigenito è stata ampiamente descritta nel corso dei secoli, molto meno nota e definita teologicamente è la preesistenza di Maria in una forma e modo dell'ente che sia «arcanamente unita a Gesù Cristo fin da tutta l'eternità».

### Autonomia biblica e teologica dei corredentori

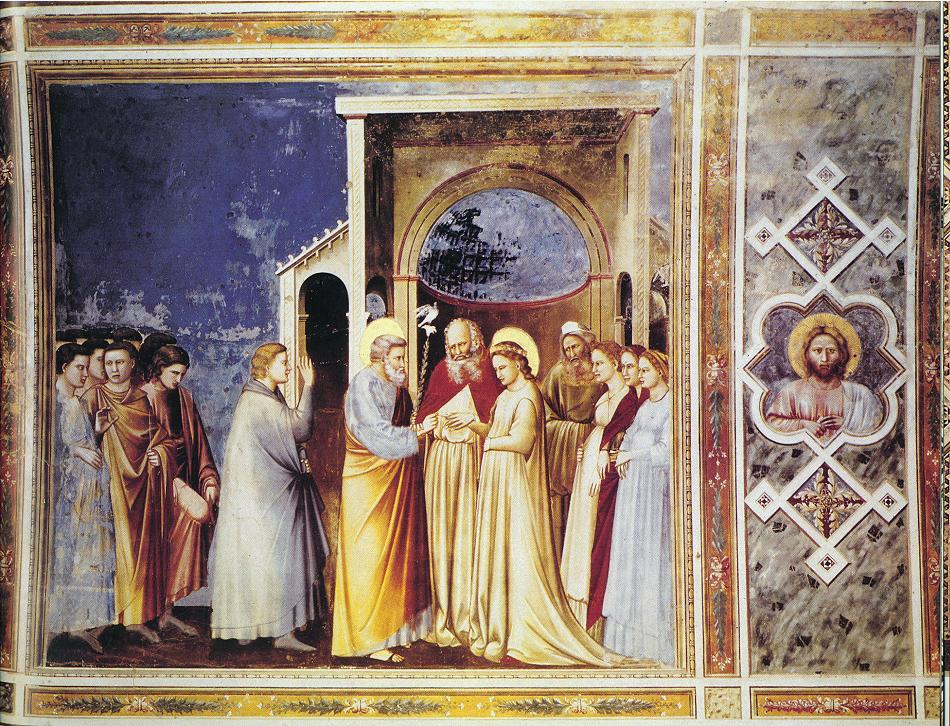
Lo sposalizio della Vergine, Giotto, Cappella degli Scrovegni, Padova.

Come il ladrone penitente fu redento da Gesù Cristo senza la corredenzione di Maria, che presente ai piedi delle tre croci del Golgota, così gli Apostoli poterono ricevere lo Spirito Santo Dio grazie all'intercessione di Maria, detta corredentrice, in assenza di Cristo risorto e senza la menzione di un Suo intervento dal trono celeste, quale avrebbe potuto essere l'invio di angelo colmato di Spirito Santo o l'invio dello Spirito del Redentore stesso, che da Cristo procede.

I due episodi del Nuovo Testamento (quello del ladrone penitente e quello della Pentecoste) chiariscono che l'opera di corredenzione di Maria e di Gesù Cristo procedono in modo indipendente ed autonomo dopo la Resurrezione dalla morte di croce. Lo Spirito Santo Dio procede anche da Maria, che è stata colmata per sempre dei Suoi doni, della Sua presenza reale, dell'incoronazione da parte dei Suoi angeli quale loro Regina. Come per le tre divine persone della ss. Trinità, le processioni dello Spirito Santo Dio da Maria e da Gesù sono entrambe concordi all'unica fine salvifico della corredenzione del genere umano. La loro opera terrena e celeste è coordinata e armonizzata dallo Spirito Santo Dio che procede da entrambi e che appartiene per sempre alle loro sostanze.
L'autonomia nella corredenzione pertiene anche alle loro sostanze, sia per quanto è il destino ultraterreno del corpo che nella sua partecipazione terrena e ultraterrena alla sostanza dello Spirito Santo.
Mentre il corpo dei santi rimane incorrotto sulla terra, il corpo di Maria non solamente rimase incorrotto, ma anche privo delle sante piaghe che toccarono al Redentore e subito assunto al cielo, segno di un grado di santità nell'anima e nella carne che fu superiore a ogni altra santa creatura di Dio, ad eccezione del sacrificio corredentivo espiatorio di suo Figlio.
In secondo luogo, la partecipazione di Maria alla sostanza dello Spirito Santo non è unità in Dio, come è fra le due divine persone del Redentore e dello Spirito del Redentore, ma si verifica entro il grado limite massimo di una creatura umana e quindi non infinita, ma comunque in una misura finita talmente ampia da essere bastevole per colmare tutte le possibili necessità future di grazia redentrice a favore delle creature del Purgatorio e della terra.

## Prove di definizione dogmatica
Non è nota una definizione dogmatica ufficiale che razionalmente dimostri e giustifichi i titoli mariani di Regina degli Angeli, Mediatrice di ogni grazia di Dio, Dispensatrice di ogni carisma dello Spirito Santo Dio (in prima persona, nella Sua opera salvifica nella storia umana), Corredentrice di salvezza, Avvocata di giustizia e Promotrice di carità. I meriti di salvezza de condigno vs de congruo' richiedono necessariamente due titoli distinti, poiché la separazione della carità dalla giustizia negherebbe il Sommo Bene che è Gesù Cristo e del quale Maria è Tempio e membra.
Durante il Concilio Vaticano II, una minoranza di vescovi italiani, spagnoli e polacchi presentò una richiesta di formulare un dogma, ma l'assemblea la rigettò e i documenti pontificali evitarono di usare la parola latina Corredemptio.
Negli anni '90, il teologo francescano Mark Miravalle attivò un movimento del laicato cristiano, che raccolse una petizione di firme inviata via nave a papa Giovanni Paolo II con la richiesta di proclamare ex cathedra un quinto dogma mariano col seguente testo:
(Mark Miravalle, agosto 1997)
La petizione non ebbe seguito pontificale. Salvatore Perrella, O.S.M., della Pontificia Facoltà Teologica "Marianum" di Roma scrisse in merito alla dichiarazione presentata dai vescovi nel 1959 e registrata agli atti solamente nell'anno seguente:
Essa mostra una certa quale "disistima" dell'insegnamento conciliare, che peraltro è ritenuto non del tutto adeguato a descrivere complessivamente la cooperazione di Maria all'opera redentrice di Cristo (Corredenzione) ovvero la sua associazione con Cristo nell'applicare e distribuire la salvezza a tutte le persone per tramite dell'intercessione di grazia e di misericordia (Mediazione)»
(Salvatore Perrella, O.S.M.,  Mary's cooperations in work of Redemption - present state of question, in L'Osservatore Romano, 2 luglio 1997, p. 27)

## Ruolo del gregge di Cristo
Tutti i fedeli non sono soltanto pecore, ma, in virtù del sacerdozio battesimale, partecipano in qualche misura anche della funzione pastorale, pur non ricoprendo la pastoralità ministeriale (l'Ordine sacro) che restano riservati ai chierici.
La corredenzione fonda e postula la legge operativa della corresponsabilità. I cristiani sono comprincipio di salvezza e corresponsabili (insieme ai sacerdoti) della salvezza altrui, nella vita ecclesiale e nella cura pastorale. Se questo ruolo di corredenzione è esteso in diverso grado a tutto il gregge di Cristo, a maggior ragione lo è per la Madre di Dio, colmata di Spirito Santo e dei Suoi doni, e Madre della Chiesa.

## Opposizioni al dogma
Un primo ordine di argomenti riguarda la cura pastorale, poiché secondo i contrari - comprendenti tutti i successori di Paolo VI - un simile dogma disorienterebbe i fedeli meno esperti a fronte di un non meglio chiarito beneficio nell'economia della salvezza. Secondo Frederick William Faber, il prefisso Co- in inglese sarebbe fuorviante in quanto generalmente indica un rapporto paritetico che non si manifesta in Maria, la quale coopera in modo subordinato e obbediente alla volontà del Redentore e del suo Spirito.
La devozione mariana è centrale nella discesa dello Spirito Santo e dei suoi sette carismi e nella vittoria del serpente di Genesi 3, ma non è stata definita ancora teologicamente una condizione necessaria e sufficiente che associasse la devozione mariana personale della Chiesa apostolica ad entrambi.
Perrella concorda che il termine "correndentrice" è ambivalente e privo delle necessarie sfumature circa il differente livello dell'opera salvifica di Maria e di Gesù Cristo:
(Salvatore Perrella, O.S.M.,  Mary's cooperations in work of Redemption - present state of question, in L'Osservatore Romano, 2 luglio 1997, p. 27)